# Tigres de la Universidad Autónoma de Nuevo León
Maillots
Actualités
Le Tigres de la Universidad Autónoma de Nuevo León, plus connu sous l'appellation abrégée des Tigres UANL, est un club mexicain de football fondé en 1967 et situé à San Nicolás de los Garza, dans la région de Nuevo León dont la capitale est Monterrey.
Propriété de l'Université Autonome de Nuevo León, il est géré depuis 1996 par la CEMEX, une des entreprises majeures du pays et l'un des plus importants cimentiers mondiaux. Chaque année, les habitants de Monterrey assistent au fameux Clásico Regiomontano, le derby qui oppose les Tigres aux Rayados du CF Monterrey, le grand club rival de la ville.
Leur affrontement, surnommé Clásico Regiomontano, est considéré comme la deuxième rencontre la plus importante du championnat du Mexique, après le Clásico de clásicos entre le Club América de Mexico et le Chivas de Guadalajara.
Outre les derbys face aux Rayados, de nombreuses rencontres des Tigres sont également considérées comme des Clásicos. Les matchs face à Cruz Azul et Pachuca sont nommés Clásico de Cementeros, les deux clubs étant possédés par des cimentiers concurrents de CEMEX. La rencontre les opposant aux Pumas est appelé Clásico Universitario, les Tigres étant rattachés à l'Université du Nuevo Léon et les Pumas UNAM à l'Université nationale de Mexico. Enfin, la rencontre face au Club Santos Laguna représente la rivalité entre les deux grands États du nord-ouest du Mexique, le Nuevo León plutôt prospère, face au modeste  Coahuila, État dont sont originaires de nombreux candidats à l'émigration vers les États-Unis.

## Histoire

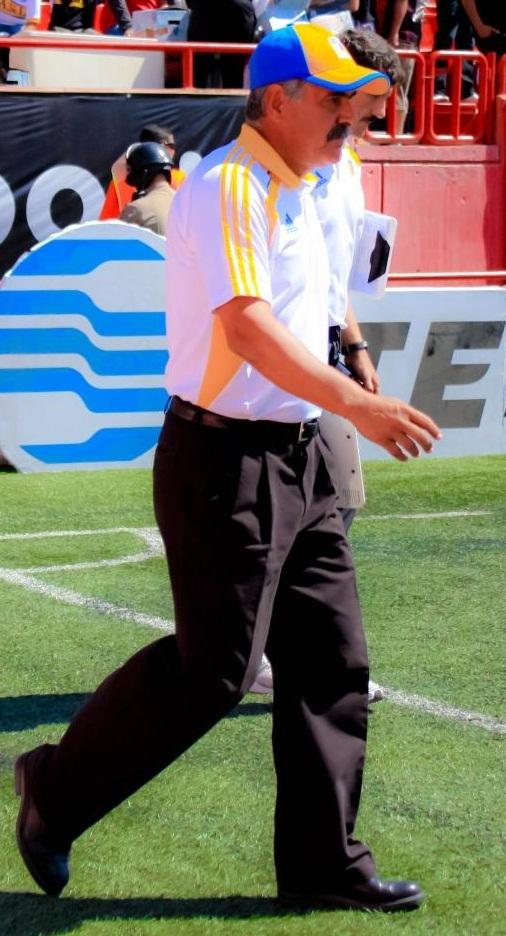
Ricardo Ferretti, entraîneur du club entre 2010 et 2021.

Le Club Deportivo Nuevo León est fondé en 1957. Surnommés les Jabatos (les sangliers), ses joueurs débutent en deuxième division mexicaine lors de la saison 1958-1959 et jouent leur premier match officiel contre le Reboceros à La Piedad, s'imposant 1-0 grâce à un but de Carlos Guerrero. Le onze de départ était le suivant : Miguel "Cabrito" Rodríguez, Muñiz, Camacho, Arizmendi, Oscar de Alba, Ignacio "Nachito" Hernández, Héctor "Píjola" Pequeño, Juan Fidalgo, Carlos Guerrero, Mingo Herrera et Orozco.
En 1974, le club remporte le championnat de deuxième division et rejoint l'élite. Les Tigres remportent le championnat en 1978 puis en 1982, pour un total de 8 titres à ce jour (2023).
En 2011, le club remporte le Tournoi d'ouverture en battant Santos (victoire 1-0 à l'extérieur, puis 3-1 à domicile lors du match retour). Le club effectue son plus grand coup médiatique en 2015 en recrutant l'attaquant international français André-Pierre Gignac. Ce dernier, en fin de contrat avec l'Olympique de Marseille, était courtisé par plusieurs clubs habitués aux joutes européennes, notamment l'Olympique lyonnais et Galatasaray. Il choisit finalement les Tigres UANL et le Mexique, et passe la visite médicale le 18 juin 2015. Il porte le n° 10.
Le 23 juillet 2015, les Tigres se qualifient pour la première fois de leur histoire en finale de la Copa Libertadores en éliminant l'Internacional Porto Alegre (défaite 2-1 à l'aller, victoire 3-1 au retour).
Le 25 décembre 2016, au terme d'un match à rebondissements, ils s'imposent aux tirs au but grâce à un excellent Nahuel Guzmán. C'est le cinquième titre depuis la création du club, dont le deuxième depuis l'arrivée d'André-Pierre Gignac.
En décembre 2020, les Tigres remportent leur premier titre en Ligue des champions de la CONCACAF (Ligue des Champions d'Amérique du Nord, Amérique Centrale et Caraïbes), la distinction la plus prestigieuse du club à ce jour.
En 2021, les Tigres recrutent le champion du monde français 2018 Florian Thauvin en provenance de l’Olympique de Marseille, comme son devancier André-Pierre Gignac.

## Palmarès
| Compétitions nationales | Compétitions internationales |
| - Championnat du Mexique (8) - Champion : 1978, 1982, Apertura 2011, Apertura 2015, Apertura 2016, Apertura 2017, Clausura 2019, Clausura 2023. - Vice-champion : 1980, Invierno 2001, Apertura 2003, Apertura 2014, Clausura 2017. - Coupe du Mexique (3) - Vainqueur : 1976, 1996, Apertura 2014. - Finaliste : 1990. - Supercoupe du Mexique (3) - Vainqueur : 2016, 2017, 2018, 2023. - Finaliste : 1976, 2019. - Supercoupe des coupes du Mexique - Finaliste : 2014. - InterLiga (2) - Vainqueur : 2005, 2006. | - Ligue des champions (1) - Vainqueur : 2020. - Finaliste : 2016, 2017, 2019. - Copa Libertadores - Finaliste : 2015. - Coupe du monde des clubs - Finaliste : 2020. - SuperLiga (1) - Vainqueur : 2009. - Campeones Cup (2) - Vainqueur : 2018, 2023. - Leagues Cup - Finaliste : 2019. |

## Joueurs et personnalités du club

### Présidents
Le tableau suivant présente la liste des présidents du club depuis 1960.
| Rang | Nom                      | Période   |
| ---- | ------------------------ | --------- |
| 1    | ?                        | 1960-1974 |
| 2    | Mauricio Arango Vásquez  | 1974-1975 |
| 3    | ?                        | 1975-1978 |
| 4    | Luis Eugenio Todd        | 1978-1982 |
| 5    | Alfredo Piñeyro          | 1982-1986 |
| 6    | Gregorio Farías Longoría | 1986-1991 |
| 7    | Manuel Silos Martínez    | 1991-1996 |

| Rang | Nom                             | Période   |
| ---- | ------------------------------- | --------- |
| 8    | Guillermo Lara Guadarrama       | 1995-1996 |
| 9    | Reyes Tamez Guerra (intérim)    | 1996      |
| 10   | José Domene                     | 1996-1998 |
| 11   | Guillermo Martínez              | 1998      |
| 12   | Fernando Urdiales               | 1998-1999 |
| 13   | Enrique Borja                   | 1999-2001 |
| 14   | Alejandro Rodríguez Miechielsen | 2001-2004 |

| Rang | Nom                             | Période   |
| ---- | ------------------------------- | --------- |
| 15   | Gonzalo Escámez Sada            | 2004      |
| 16   | Mario Castillejos               | 2004      |
| 17   | Fernando Urdiales               | 2004-2007 |
| 18   | Enrique Borja                   | 2007-2009 |
| 19   | Santiago Martínez de la Torre   | 2009-2010 |
| 20   | Alejandro Rodríguez Miechielsen | 2010-     |

### Entraîneurs
Le tableau suivant présente la liste des entraîneurs du club depuis 1960.
| Rang | Nom                    | Période              |
| ---- | ---------------------- | -------------------- |
| 1    | ?                      | 1960-1971            |
| 2    | Grimaldo González      | 1971-1972            |
| 3    | ?                      | 1972-1975            |
| 4    | Claudio Lostaunau      | 1975-1976            |
| 5    | ?                      | 1977-1980            |
| 6    | Claudio Lostaunau      | 1980                 |
| 7    | ?                      | 1981-1982            |
| 8    | Alfonso Portugal       | 1982-1983            |
| 9    | ?                      | 1983-1988            |
| 10   | Hugo Fernández         | 1988-1989            |
| 11   | Carlos Reinoso         | 1989-1992            |
| 12   | ?                      | 1992-1994            |
| 13   | Carlos de los Cobos    | 1994-1995            |
| 14   | Víctor Manuel Vucetich | juil. 1995-juin 1996 |
| 15   | ?                      | juil. 1996-déc 1996  |

| Rang | Nom                    | Période              |
| ---- | ---------------------- | -------------------- |
| 16   | Alberto Guerra         | 1997                 |
| 17   | ?                      | 1998                 |
| 18   | Miguel Mejía Barón     | 1999                 |
| 19   | Víctor Manuel Vucetich | sept. 1999-juin 2000 |
| 20   | Ricardo Ferretti       | 2000-2003            |
| 21   | Nery Pumpido           | juil. 2003-nov. 2004 |
| 22   | Leonardo Álvarez       | janv. 2005-déc. 2005 |
| 23   | Ricardo Ferretti       | janv. 2006-juin 2006 |
| 24   | José Luis Trejo        | juil. 2006-oct. 2006 |
| 25   | Mario Carrillo         | oct. 2006-juin 2007  |
| 26   | Américo Gallego        | juil. 2007-fév. 2008 |
| 27   | Manuel Lapuente        | fév. 2008-fév. 2009  |
| 28   | José Pekerman          | fév. 2009-juin 2009  |
| 29   | Daniel Guzmán          | juin 2009-juin 2010  |
| 30   | Ricardo Ferretti       | juil. 2010-juin 2021 |

| Rang | Nom                | Période              |
| ---- | ------------------ | -------------------- |
| 31   | Miguel Herrera     | juil. 2021-nov. 2022 |
| 32   | Diego Cocca        | nov. 2022-fév. 2023  |
| 33   | Marco Antonio Ruiz | fév. 2023-           |

### Effectif professionnel actuel
En grisé, les sélections de joueurs internationaux chez les jeunes mais n'ayant jamais été appelés aux échelons supérieurs une fois l'âge-limite dépassé ou les joueurs ayant pris leur retraite internationale.

### Joueurs emblématiques
- Walter Gaitán
- Nahuel Guzmán
- Guido Pizarro
- Lucas Zelarayán
- Edu
- Aílton
- Antônio Carlos Santos
- Kléber Boas
- Rafael Sóbis
- Emil Kostadinov
- Claudio Núñez
- Héctor Mancilla
- Eduardo Vargas
- Enner Valencia
- André-Pierre Gignac
- Florian Thauvin
- Hugo Ayala
- Tomás Boy
- Jürgen Damm
- Luis Hernández
- Carlos Muñoz
- Joaquín del Olmo
- Ramón Ramírez
- Claudio Suárez
- Carlos Salcido
- Gerónimo Barbadillo
- Walter Mantegazza
- Egidio Arévalo

## Rivalités
Le plus grand rival des Tigres est le CF Monterrey. Leur derby est appelé Clásico Regiomontano. À chaque Clásico le stade affiche complet quelques minutes seulement après la mise en vente des billets. Il est connu pour être l'un des derbies les plus intenses du football mexicain, et est largement considéré comme le plus important derby mexicain après le Clásico de clásicos (entre Chivas et América). Les Tigres et le CF Monterrey ont joué leur premier Clásico le 13 juillet 1974, à l'Estadio Universitario, match qui a pris fin avec un nul 3-3.

## Sponsoring
- Sponsors maillot : Cemex (Cemento Monterrey), Powerade, The Home Depot, Tecate, Telcel, Banamex
- Équipementier : Adidas
- Débit de bière : Tecate
- Boissons énergisantes : Powerade